# Carrai
Carrai afoveolata es una especie de araña migalomorfa de la familia Dipluridae. Es la única especie del género monotípico Carrai.  

## Distribución
Es originaria de Australia en Nueva Gales del Sur.